# Жуселино Кубичек
Жуселино Кубичек де Оливеира (порт. Juscelino Kubitschek de Oliveira; Дијамантина, 12. септембар 1902 — Резенде, 22. август 1976) био је бразилски политичар, предсједник Бразила од 1956. до 1961. године.

## Биографија
Рођен је у Дијамантини, држава Минас Жераис. Његов отац Жоао Сезар де Оливеира (1872—1905) је био трговачки путник, а мајка Жулија Кубичек (1873—1971), пореклом Чехиња, учитељица. Отац му је умро када је Жуселино имао само три године.
У детињству и младости волео је фудбал и аматерски играо за фудбалски клуб Америка Минеиро из Бело Оризонтеа. Студирао је медицину и постао доктор 1927. године. Оженио се 1931. године Саром Лемош. После краће специјализације у Паризу, Кубичек се запошљава као доктор-капетан у бразилској Војној полицији, од када и почиње да се бави политиком. Кубичек је био изабран за државну скупштину Минас Жераиса 1934. године. Са напредовањем идеје Естадо Ново (Estado Novo - ауторитативни принцип вршења власти у Бразилу, по узору на Португал, уведен од стране дотадашњег председника Жетулија Варгаса - Getúlio Vargas) Кубичек је био присиљен да се врати медицини. Ипак 1940. године, изабран је за градоначелника Бело Оризонтеа.
После овога, поново улази у скупштину државе Минас Жераис, 1945. године, а пет година касније постаје и гувернер државе. 1955. године се кандидовао за председника Бразила под слоганом "50 година за 5", и победио. Положио је председничку заклетву 31. јануара 1956. и постао председник Бразила (тада познат као Република Сједињених Држава Бразила).
Међу многим пројектима које је успео да покрене и заврши била је и Бразилија, нови главни град Бразила, смештен у срцу Бразила. Другог октобра 1956. године приликом његове прве посете месту изабраном за подизање новог града - тада пустари у централном Бразилу - Кубичек је ентузијастички прорекао: Са ове узвишице, са овог усамљеног места које ће ускоро постати тачка главних националних одлука, видим будућност моје земље и могу предвидети нову зору моје домовине која се, у будућности, ослања само на своју судбину. Осим престонице, за време његовог мандата су изграђене и главне саобраћајнице као и бразилска ауто-индустрија.
Економија је експлодирала, али по високој цени. Многе инвестиције у земљи су биле плаћане штампањем новца, тако да је слоган који га је довео на место председника био промењен у "50 година инфлације за 5". Тадашња бразилска валута, крузеиро, као и већина тадашњих латиноамеричких валута стрмоглаво је губила на вредности. Земља се још више задуживала трудећи се да финансира амбициозне пројекте. Треба ипак истаћи да су ови дугови били изузетно мали у односу на спољни дуг који је направила војна диктатура која је почела војним пучем 1964. и трајала 21 годину.
Кубичека је наследио Жанио Квадрос (Jânio Quadros), 1961. године. Када је војска преузела власт 1964, Кубичекова политичка права су била суспендована на 10 година, после чега је отишао ван земље, углавном у Европу и САД. Вратио се у Бразил 1967. године.
Жуселино Кубичек је погинуо 1976. године у саобраћајној несрећи код места Резенде у држави Рио де Жанеиро. На сахрани у Бразилији присуствовало је 350 хиљада људи. Његов гроб се налази у Меморијалном Центру ЖК, који је отворен 1981. године
Аеродром, као и најотменији хотел у Бразилији, носи име овог бразилског председника.

## Критика

### Економија
На терет му се ставља то што је давао приоритет развоју аутомобилског саобраћаја на штету железничког, што је довело до изолације одређених градова. Многи су сматрали да би фаворизовање железничког саобраћаја било од већег интереса тадашњем Бразилу.
Друга већа мрља је било потчињавање домаће економије иностраној (како је сам председник изјављивао, удружени капитал) и неконтролисано штампање новца (што је узроковало инфлацију) због раскидања сарадње са ММФ-ом.

### Корупција
Кубичеку се такође спочитава и корупција. Оптужбе о корупцији су почеле још у време када је био сенатор, а појачале су се у периоду када је био председник. Приликом изградње Бразилије, било је индиција да су рачуни за неке радове били много већи од стварних, као и да су послове добијале углавном фирме повезане са Кубичековом политичком групом, као и чињеница да је Панер до Бразил (PANAIR do Brasil) била једина фирма која је вршила транспорт људи и робе за овај пројекат. У то време се у новинама појавио чланак у којем је ЖК рангиран међу седам најбогатијих људи на свету, што никада није доказано. У прилог овоме иде и чињеница да га је његов противкандидат на следећим изборима за председника, Жанио Квадрос, победио уз слоган Помести корупцију.
Кад је војна хунта преузела власт у Бразилу, било му је забрањено да се бави политиком 10 година. Без обзира на то, он није намеравао тек тако да се преда. Војна хунта је претила да ће покренути истрагу у вези корупције за време његовог мандата, како би га обесхрабрила да се поново укључи на политичку сцену. Упркос чврстим индицијама могуће корупције и притиска неких политичара и јавности тог времена, ЖК никада није ни формално одговарао на оптужбе.

### Стварање Бразилије
Изградња Бразилије је сама за себе била мотив за критику. Очигледно скупи уговори, неефикасне логистичке методе, вештачко стварање осећаја хитности биле су само неке од индиција да нешто не штима. Многи сматрају да је хитна изградња Бразилије била непотребан трошак, имајући у виду да се радило о земљи са значајним сиромаштвом и друштвеним проблемима. 

### Побуне
За време свог мандата Кубичек је био суочен са две побуне афро-официра, Кареаканга (Careacanga) и Арагарсас (Aragarças). После гушења побуна и суђења, вође побуна је исти председник ипак касније помиловао.

## Остало
- 2006. године у Бразилу снимљена серија о животу Жуселина Кубичека.